# ウーバーオニオン
UberONIONギグワーク事業主等団体組合（英: UberONION）は、東京都新宿区西新宿の新宿パークタワーに所在する法人が運営する労災特別加入団体。
労災特別加入団体の窓口として設立された。

## 歴史
2021年4月に東京都に設立申請書を提出。
2021年9月1日には、厚生労働省東京労働局より労災特別加入団体としての承認を受ける。
2022年4月現在で8,500名のTwitterフォロワー数を有するUberGuild株式会社が運営を行う。
2024年4月現在で13,000名のTwitterフォロワー数を有するUberGuild株式会社が運営を行う。

## 活動内容
SNSでの広報宣伝。弁護士法人や税理士法人、社労士法人と提携した配達員の各種支援。労働災害補償保険特別加入団体。